# Замок Бари
За́мок Ба́ри (итал. Castello di Bari) — средневековый замок, расположенный в итальянском городе Бари на юге Италии. Построен в 1131 году королём Сицилии Рожером II на развалинах более раннего византийского укрепления. Был разрушен в 1156 году сицилийским королём Вильгельмом I и восстановлен в 1233 году императором Фридрихом II.